# Rally van Monte Carlo 2007
De Rally van Monte Carlo 2007, formeel 75ème Rallye Automobile de Monte-Carlo, was de 75e editie van de Rally van Monte Carlo en de eerste ronde van het wereldkampioenschap rally in 2007. Het was de 424e rally in het wereldkampioenschap rally die georganiseerd wordt door de Fédération Internationale de l'Automobile (FIA). De start was in Valence en de finish in Monte Carlo.

## Programma
| Etappe | Datum                            | Klassementsproeven | Competitieve afstand |
| ------ | -------------------------------- | ------------------ | -------------------- |
| 1      | Donderdag 18 januari             | 2                  | 46,40 kilometer      |
| 2      | Vrijdag 19 januari               | 6                  | 150,62 kilometer     |
| 3      | Zaterdag 20 en zondag 21 januari | 7                  | 131,52 kilometer     |
|        |                                  |                    |                      |
| Totaal | Totaal                           | 15                 | 328,54 kilometer     |

## Resultaten
| Algemene top tien | Algemene top tien | Algemene top tien  | Algemene top tien          | Algemene top tien | Algemene top tien | Algemene top tien | Algemene top tien |
| Pos.              | #                 | Rijder             | Auto                       | Gr/kl             | Tijd              | Eerste            | Punten            |
| Pos.              | #                 | Navigator          | Inschrijving               | C                 | Straftijd         | Vorige            | Punten            |
| ----------------- | ----------------- | ------------------ | -------------------------- | ----------------- | ----------------- | ----------------- | ----------------- |
| 1.                | 1                 | Sébastien Loeb     | Citroën C4 WRC             | A8                | 3:10:27,4         | 0:00              | 10                |
| 1.                | 1                 | Daniel Elena       | Citroën Total WRT          | C                 |                   | =                 | 10                |
| 2.                | 2                 | Daniel Sordo       | Citroën C4 WRC             | A8                | 3:11:05,6         | + 38,2            | 8                 |
| 2.                | 2                 | Marc Martí         | Citroën Total WRT          | C                 |                   | + 38,2            | 8                 |
| 3.                | 3                 | Marcus Grönholm    | Ford Focus RS WRC 06       | A8                | 3:11:50,2         | + 1:22,8          | 6                 |
| 3.                | 3                 | Timo Rautiainen    | BP Ford World Rally Team   | C                 |                   | + 44,6            | 6                 |
| 4.                | 8                 | Chris Atkinson     | Subaru Impreza S12 WRC 06  | A8                | 3:12:55,5         | + 2:28,1          | 5                 |
| 4.                | 8                 | Glenn MacNeall     | Subaru World Rally Team    | C                 |                   | + 1:05,3          | 5                 |
| 5.                | 4                 | Mikko Hirvonen     | Ford Focus RS WRC 06       | A8                | 3:12:55,7         | + 2:28,3          | 4                 |
| 5.                | 4                 | Jarmo Lehtinen     | BP Ford World Rally Team   | C                 |                   | + 0,2             | 4                 |
| 6.                | 7                 | Petter Solberg     | Subaru Impreza S12 WRC 06  | A8                | 3:13:39,4         | + 3:12,0          | 3                 |
| 6.                | 7                 | Phil Mills         | Subaru World Rally Team    | C                 |                   | + 43,7            | 3                 |
| 7.                | 26                | Toni Gardemeister  | Mitsubishi Lancer WRC 05   | A8                | 3:14:07,3         | + 3:39,9          | 2                 |
| 7.                | 26                | Jakke Honkanen     | MMSP Ltd.                  | A8                |                   | + 27,9            | 2                 |
| 8.                | 18                | Jan Kopecký        | Škoda Fabia WRC            | A8                | 3:15:06,8         | + 4:39,4          | 1                 |
| 8.                | 18                | Filip Schovánek    | Czech Rally Team Kopecký   | A8                |                   | + 59,5            | 1                 |
| 9.                | 21                | Jean-Marie Cuoq    | Peugeot 307 WRC            | A8                | 3:16:27,1         | + 5:59,7          |                   |
| 9.                | 21                | David Marty        | Jean-Marie Cuoq            | A8                |                   | + 1:20,3          |                   |
| 10.               | 5                 | Manfred Stohl      | Citroën Xsara WRC          | A8                | 3:17:04,7         | + 6:37,3          |                   |
| 10.               | 5                 | Ilka Minor         | OMV Kronos Citroën WRT     | C                 |                   | + 37,6            |                   |
| DNF top tien      |                   |                    |                            |                   |                   |                   |                   |
| Pos.              | #                 | Rijder             | Auto                       | Gr/kl             | KP                | Reden             | Reden             |
| Pos.              | #                 | Navigator          | Inschrijving               | C                 | KP                | Reden             | Reden             |
| DNF               | 9                 | Jari-Matti Latvala | Ford Focus RS WRC 06       | A8                | 15                | Schade na ongeluk | Schade na ongeluk |
| DNF               | 9                 | Miikka Anttila     | Stobart VK Ford Rally Team | C                 | 15                | Schade na ongeluk | Schade na ongeluk |
| DNF               | 65                | Marc Dessi         | Renault Clio RS            | A7                | 9                 | Mechanisch        | Mechanisch        |
| DNF               | 65                | Vanessa Dessi      | Les Casinos de Monte Carlo | A7                | 9                 | Mechanisch        | Mechanisch        |
| DNF               | 68                | Fabiano Lo Fiego   | Citroën C2 R2              | A6                | 10                | Ongeluk           | Ongeluk           |
| DNF               | 68                | Hubert Brun        | Fabiano Lo Fiego           | A6                | 10                | Ongeluk           | Ongeluk           |
| DNF               | 71                | Alain Pellerey     | Citroën Saxo Kit Car       | A6                | 4                 | Mechanisch        | Mechanisch        |
| DNF               | 71                | Eric Domenech      | Alain Pellerey             | A6                | 4                 | Mechanisch        | Mechanisch        |
| DNF               | 74                | Andreas Aigner     | Mitsubishi Lancer Evo IX   | N4                | 9                 | Mechanisch        | Mechanisch        |
| DNF               | 74                | Klaus Wicha        | Andreas Aigner             | N4                | 9                 | Mechanisch        | Mechanisch        |
| DNF               | 79                | Alain Machard      | Subaru Impreza WRX STi     | N4                | 6                 | Mechanisch        | Mechanisch        |
| DNF               | 79                | Alain Constant     | Alain Machard              | N4                | 6                 | Mechanisch        | Mechanisch        |
| EX                | 81                | Laurent Nicolas    | Subaru Impreza WRX STi     | N4                | 9                 | Uitgesloten       | Uitgesloten       |
| EX                | 81                | Patrice Mallet     | Laurent Nicolas            | N4                | 9                 | Uitgesloten       | Uitgesloten       |
| DNF               | 83                | Jérôme Galpin      | Subaru Impreza WRX STi     | N4                | 3                 | Mechanisch        | Mechanisch        |
| DNF               | 83                | Eric Bacle         | Jérôme Galpin              | N4                | 3                 | Mechanisch        | Mechanisch        |

## Statistieken

#### Klassementsproeven
| Etappe | Datum      | KP | Starttijd | Naam                                  | Lengte   | Snelste rijder | Tijd    | Gem. snelheid | Rallyleider    |
| ------ | ---------- | -- | --------- | ------------------------------------- | -------- | -------------- | ------- | ------------- | -------------- |
| 1      | 18 januari | 1  | 19:16     | Saint-Jean-en-Royans - Col de La Chau | 28,52 km | Sébastien Loeb | 13:58,7 | 122,42 km/u   | Sébastien Loeb |
| 1      | 18 januari | 2  | 20:06     | La Cime du Mas - Col de Gaudissart    | 17,88 km | Sébastien Loeb | 9:31,2  | 112,69 km/u   | Sébastien Loeb |
|        |            |    |           |                                       |          |                |         |               | Sébastien Loeb |
| 2      | 19 januari | 3  | 8:19      | Saint Pierreville - Antraigues 1      | 46,02 km | Daniel Sordo   | 29:43,4 | 92,90 km/u    | Sébastien Loeb |
| 2      | 19 januari | 4  | 10:13     | Burzet - Lachamp Raphael 1            | 16,48 km | Sébastien Loeb | 9:39,3  | 102,41 km/u   | Sébastien Loeb |
| 2      | 19 januari | 5  | 10:59     | Saint Martial - Le Chambon - Beleac 1 | 12,81 km | Daniel Sordo   | 8:00,7  | 95,94 km/u    | Sébastien Loeb |
| 2      | 19 januari | 6  | 15:17     | Saint Pierreville - Antraigues 2      | 46,02 km | Sébastien Loeb | 28:29,7 | 96,90 km/u    | Sébastien Loeb |
| 2      | 19 januari | 7  | 17:11     | Burzet - Lachamp Raphael 2            | 16,48 km | Daniel Sordo   | 9:43,2  | 101,73 km/u   | Sébastien Loeb |
| 2      | 19 januari | 8  | 17:57     | Saint Martial - Le Chambon - Beleac 2 | 12,81 km | Sébastien Loeb | 8:16,4  | 92,90 km/u    | Sébastien Loeb |
|        |            |    |           |                                       |          |                |         |               | Sébastien Loeb |
| 3      | 20 januari | 9  | 7:31      | Labatie d'Andaure - Lalouvesc 1       | 19,67 km | Sébastien Loeb | 10:47,2 | 109,41 km/u   | Sébastien Loeb |
| 3      | 20 januari | 10 | 8:13      | Saint Bonnet 1                        | 25,93 km | Chris Atkinson | 12:42,7 | 122,39 km/u   | Sébastien Loeb |
| 3      | 20 januari | 11 | 9:38      | Lamastre - Saint Barthelemy Grozon 1  | 18,76 km | Mikko Hirvonen | 11:46,9 | 95,54 km/u    | Sébastien Loeb |
| 3      | 20 januari | 12 | 13:03     | Labatie d'Andaure - Lalouvesc 2       | 19,67 km | Mikko Hirvonen | 10:45,1 | 109,77 km/u   | Sébastien Loeb |
| 3      | 20 januari | 13 | 13:45     | Saint Bonnet 2                        | 25,93 km | Chris Atkinson | 12:32,4 | 124,07 km/u   | Sébastien Loeb |
| 3      | 20 januari | 14 | 15:10     | Lamastre - Saint Barthelemy Grozon 2  | 18,76 km | Mikko Hirvonen | 11:30,5 | 97,81 km/u    | Sébastien Loeb |
| 3      | 21 januari | 15 | 9:00      | SSS Monaco Circuit                    | 2,80 km  | Chris Atkinson | 1:49,9  | 91,72 km/u    | Sébastien Loeb |

| KP overwinningen | KP overwinningen |
| Rijder           | Aantal           |
| ---------------- | ---------------- |
| Sébastien Loeb   | 6                |
| Chris Atkinson   | 3                |
| Mikko Hirvonen   | 3                |
| Daniel Sordo     | 3                |

## Kampioenschap standen

#### Rijders
| Pos. | Rijder          | Pnt. |
| ---- | --------------- | ---- |
| 1    | Sébastien Loeb  | 10   |
| 2    | Daniel Sordo    | 8    |
| 3    | Marcus Grönholm | 6    |
| 4    | Chris Atkinson  | 5    |
| 5    | Mikko Hirvonen  | 4    |

#### Constructeurs
| Pos. | Constructeur               | Pnt. |
| ---- | -------------------------- | ---- |
| 1    | Citroën Total WRT          | 18   |
| 2    | BP Ford World Rally Team   | 10   |
| 3    | Subaru World Rally Team    | 8    |
| 4    | OMV Kronos Citroën WRT     | 2    |
| 5    | Stobart VK Ford Rally Team | 1    |

- Noot: Enkel de top 5-posities worden in beide standen weergegeven.